# Бутугичаг
Бутугичаг (на руски: Бутугычаг) е изправително-трудов лагер в състава на Далстрой, от системата на ГУЛАГ, т.е. не е бил съставна част на Севвостлаг.
Съществува в периода 1937 – 1956 г. на около 30 km северозападно от селището Уст Омчуг в Магаданска област. Лагерът е известен със смъртоносните си уранови рудници.

## История
С откриването на залежи на уран в различни краища на СССР започва и скоропостижното им добиване. Уранът в района на Колима е бил оскъден, а климатът изключително суров. Въпреки това е взето решение той да се добива от затворници. Самите затворници не са знаели, че добиват уран, а „спецруда“. В официални документи вместо уран, била използвана думата „калай“. В началото на 1950-те години тук са заточени поетите Яков Якир, Натан Луре и Анатолий Жигулин, който написва тук повестта си „Черни камъни“. Към 1950 г. в лагера работят 1204 души, от които 321 жени. В близост до лагера се е строяла птицеферма, която, обаче, не бива завършена, поради високи нива на радиация. Поради изолираността на рудниците и планинския релеф, пътища до Бутугичаг не съществуват. Пак поради същите причини, през зимата в лагера е било изключително студено, а водата не е стигала за всички. Такава се е набавяла от снеговете през зимата, а през лятото чрез доставки с камиони. Смъртността в Бутугичаг е била много висока, основно поради естеството на работата – добив на уран, без каквито и да е предпазни мерки. Лекари не е имало, а лагеристите били оставяни да умират. Обикновено те не са живели повече от няколко месеца.

## Легенда
Сред местното население мястото е познато като Долина смерти (букв. Долината на смъртта). Това название се дължи на факта, че местни еленовъди и ловци се натъкват на множество човешки черепи и кости в района. Също така елените, които са били на паша тук, скоро им опадвала козината и губели силите си, а след известно време и умирали. Името бързо се преписва и на новопостроения лагер.

## Медицински експерименти
През 1999 г. историците Рой и Жорес Медведеви публикуват документалния разказ „Долината на смъртта“ за урановите лагери в Магаданска област. Според него, в Бутугичаг са били провеждани експерименти с мозъците на затворниците.